# Anna Berini
Anna Berini Bru, es una filántropa española.
Anna Berini, viuda del dibujante Jaume Perich, cedió al Archivo Histórico de la Ciudad de Barcelona (AHCB) en 1998, un fondo documental de 7.774 dibujos originales, y el Ayuntamiento de Barcelona bautizó con el nombre de "Sala Perich" a la Sala de consulta de gráficos del Archivo.
Fue galardonada con el Premio Internacional de Humor Gat Perich de Honor en 1996.